# ألاستير براي
ألاستير براي (بالإنجليزية: Alastair Bray)‏ هو لاعب كرة قدم أسترالي، ولد في 23 أبريل 1993 في أستراليا. لعب مع Bentleigh Greens SC ‏.

## وصلات خارجية
- ألاستير براي على موقع قاعدة بيانات كرة القدم.إي يو (الإنجليزية)
- ألاستير براي على موقع Soccerway.com (الإنجليزية)